# Tongruben Neuenhagen
Das Naturschutzgebiet Tongruben Neuenhagen liegt auf dem Gebiet der Stadt Bad Freienwalde (Oder) im Landkreis Märkisch-Oderland in Brandenburg.
Das Gebiet mit der Kenn-Nummer 1078 wurde mit Verordnung vom 1. Oktober 1990 unter Naturschutz gestellt. Das rund 119,6 ha große Naturschutzgebiet erstreckt sich südlich von Neuenhagen, einem Ortsteil von Bad Freienwalde (Oder), und nordwestlich von Neutornow, einem Wohnplatz des Ortsteils Schiffmühle der Stadt Bad Freienwalde (Oder). Östlich verläuft die B 158, westlich und südlich fließt die Wriezener Alte Oder.

## Bedeutung
Das Gebiet wurde unter Schutz gestellt zur Erhaltung von Lebensräumen bedrohter Tier- und Pflanzenarten, insbesondere der Lebensgemeinschaften der ehemaligen Tongruben.